# 魏顆
魏顆（？—？），姬姓，魏氏，又因为被封在令狐（今日山西臨猗），以邑为氏，别为令狐氏，是春秋时期晋国大夫，魏犨之庶长子。

## 生平
魏犨有一个非常宠爱的姬妾，这个姬妾没有儿子。魏犨生病了之后对魏顆说要在自己死后，让她再嫁。不久魏犨病情恶化，嘱咐魏顆把这个姬妾为自己殉葬。但魏犨死后，魏颗还是把美人嫁出去了，他说「父亲临终时已神志不清，我还是听从他清醒时的嘱咐罷！」
前594年七月，秦桓公趁晋国元帅荀林父出兵攻打赤狄建立的潞国之机，征伐晋国，在辅氏（晋地，在今陕西省大荔县东）与魏颗的军队作战，战场上一个老人将野草打成结拦阻秦国力士杜回，杜回一不小心被绊倒在地，被晋军俘获，秦军也战败。当晚，魏颗梦见这老人，说他就是当年那个魏犨的爱妾的父亲，特来报恩，成语结草衔环的结草典故就出于此。

## 子
其子为令狐文子魏颉。